# María Jesús Ibáñez
María Jesús Ibáñez Marcellán (Ateca, 16 de junio de 1941-Zaragoza, 4 de septiembre de 1985) fue una investigadora y catedrática de Geografía Física de la Universidad de Zaragoza española especializada en geomorfología y en el Periodo Cuaternario, cuyos trabajos de investigación sobre el cuaternario en el Valle del Ebro son referente en este campo.

## Trayectoria
Fue hija de Modesta Marcellán Gargallo, maestra de la Graduada de Niñas de Ateca y de Anselmo Ibáñez Lachén, Director de la Escuela Graduada Niños de Ateca. Estudió bachiller en el Colegio de Santa Ana. Entre 1960 y 1965, estudió la carrera de Filosofía y Letras en la Universidad de Zaragoza y presentó una tesina sobre la comarca de la Val Ancha por la que recibió, en 1967, el premio García Arista. Completó sus estudios posteriormente con otras titulaciones superiores de universidades europeas como el International Institute for Aerospace Survey and Earth Sciencies de Holanda (ITC) y el Institute Géographie Appliqué de la Universidad de Estrasburgo en la que el geomorfólogo Jean Tricart dirigió la tesis con la que obtuvo el Doctorado de Tercer Ciclo.
Ingresó en la Universidad de Zaragoza como profesora adjunta en 1970, donde se doctoró con la tesis doctoral titulada El piedemonte ibérico bajoaragonés. Estudio geomorfológico, dirigida por el profesor Mensua Fernández y presentada en 1974. Esta investigación obtuvo una calificación de sobresaliente cum laude y posteriormente fue publicada por el Consejo Superior de Investigaciones Científicas (C.S.I.C.), en 1975. Ese mismo año, se incorporó al equipo de trabajo para la elaboración del Mapa Geomorfológico de España, escala 1:200.000. Entró en el Grupo Español de Trabajo del Cuaternario y, entre 1975 y 1979, formó parte de su junta directiva. En 1979, la Junta de Gobierno del C.S.I.C. la nombró vocal del Comité Español del Cuaternario, perteneciente a la Unión Internacional para la Investigación del Cuaternario (INQUA). Tres años más tarde, obtuvo en propiedad la plaza de Profesora Adjunta de Universidad. En 1981, asumió la Cátedra de Geografía Física y, posteriormente, en 1983, obtuvo una Agregación de Geografía en la Universidad de Salamanca desde la que se trasladó en comisión de servicios a la de Zaragoza en la que, en 1984, fue nombrada catedrática de Geografía General Física.
De manera paralela a su labor docente, dio en conferencias e impartió cursos y seminarios en otras universidades y en el Consejo Superior de Investigaciones Científicas (C.S.I.C.). En proyectos internacionales, destacó su participación en el programa de cooperación internacional con Iberoamérica con el estudio Investigación Geomorfológica del piedemonte de la Cordillera de Guanacaste para la Universidad de Heredia de Costa Rica, en 1980. Fue miembro, desde 1982, del grupo de trabajo para la realización del Paleogeographic Atlas of the Quatemay of Europe, que presidían el doctor soviético Andreĭ Alekseevich Velichko y el francés Sommé.

## Reconocimientos
- En 1967, recibió el premio García Arista por su trabajo en la tesina de licenciatura sobre la Val Ancha (comarca de la depresión media pirenaica comprendida entre los valles del Aragón y Gállego).[1]
- En 1991 la Asociación Española para el Estudio del Cuaternario y la Asociación Española de Geomorfología crearon el premio Mª Jesús Ibáñez para tesis doctorales sobre dichos temas.[1][6]

- Desde 2011, el Ayuntamiento de Zaragoza da su nombre a un jardín acuático entre el puente del Tercer Milenio y el Pabellón Puente.[1]

## Obra

### Libros
- 1976 - El piedemonte ibérico bajo-aragonés: Estudio geomorfológico. Instituto de Geografía Aplicada. Patronato Alonso de Herrera. Zaragoza.ISBN 84-500-7379-0.[7]
- 1989 - Aspectos didácticos de geografía. Universidad de Zaragoza. Instituto de Ciencias de la Educación. Zaragoza. ISBN 978-84-600-3869-6.[8]

### Artículos de revistas
- 1975 - Alveólos en la depresión del Ebro. En colaboración con Salvador Mensua Fernández. Cuadernos de investigación: Geografía e historia, ISSN 0210-3664, Tomo 1, Fasc. 2, págs. 3-14.[9]
- 1975 - El endorreísmo del sector central de la depresión del Ebro. Cuadernos de investigación: Geografía e historia, ISSN 0210-3664, Tomo 1, Fasc. 1, págs. 35-48.[9]
- 1976 - El endorreismo aragonés. Cuadernos de Aragón, ISSN 0590-1626, Nº 8-9, págs. 29-44.[9]
- 1976 - Contribución al estudio de vertientes en condiciones semiáridas: tipos de vertientes sobre yesos en el Valle del Ebro. En colaboración con Salvador Mensua Fernández. Boletín de la Real Sociedad Geográfica, ISSN 0210-8577, N.º 112, 2, págs. 381-392.[9]
- 1982 - Evolución conceptual en Geomorfología. Tarraco: cuadernos de Geografía, ISSN 0211-7916, N.º 3,  págs. 33-46.[9]
- 1983 - El piedemonte pliocuaternario en el sector central pirenaico (Huesca y Lérida). En colaboración con Mateo Gutiérrez Elorza, José Luis Peña Monné, Alfonso Meléndez Hevia, Javier Machín Gayarre, J. Rodríguez, Andrés Pocoví Juan, Francisco Alberto. Geographicalia, ISSN 0210-8380, Nº 18, págs. 109-126.[9]
- 1983 - Las grandes cuencas hidrográficas y su relación con la estructura peninsular. En colaboración con Luis Miguel Yetano Ruiz, Francisco Pellicer Corellano. Geographicalia, ISSN 0210-8380, Nº 17, 1983, págs. 3-24.[9]
- 1983 - Rasgos geomorfológicos del contacto entre la Cordillera Ibérica y la Depresión del Ebro (sector aragonés). Geographicalia, ISSN 0210-8380, Nº 18, págs. 3-20.[9]
- 1984 - Notas geomorfológicas sobre la laguna de Sariñena. En colaboración con María Teresa Echeverría Arnedo, Francisco Pellicer Corellano. Geographicalia, ISSN 0210-8380, Nº 21-24, págs. 25-42.[9]